# クロケル

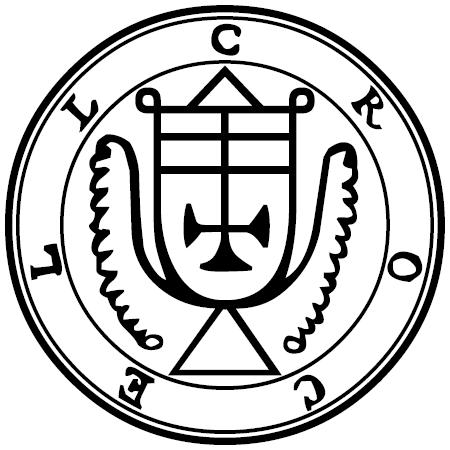
『ゴエティア』に記されたクロケルのシジル

クロケル（Crocell、Crokel）は悪魔学における悪魔の一人。

## 概要
クロセル、プロケル（Procel）、プケル（Pucel）、ポケル（Pocel）とも呼ばれる。『ゴエティア』によると、地獄の48軍団を従える序列49番の偉大なる公爵である。
呼び出されると天使の姿で現れる。隠された物事について謎めいた口調で語り、幾何学と教養学について教わることもできる。召喚者が命じれば大水が押し寄せる轟音の幻聴を聞かせたり、水を温めたり温泉を発見することもできる。堕天前は能天使の位にあったとソロモン王に対し明言したという。

## 日本のオカルトでのクロケル
伝統的な悪魔に独自設定を付け加えて考察することで知られる江口之隆は、『西洋魔物図鑑』でクロケルはユーフラテス川を支配していた龍神だったのではないかと推測している。